# Pieter verLoren van Themaat
Pieter verLoren van Themaat (Rotterdam, 16 maart 1916 - Utrecht, 4 juli 2004) was een Nederlands jurist, die zich specialiseerde in het Europees en het economisch recht. Hij was onder meer hoogleraar aan de Universiteit Utrecht en advocaat-generaal bij het Europees Hof van Justitie.

## Jeugd en studie
VerLoren van Themaat, de tweede zoon van civiel ingenieur Reep verLoren van Themaat en een neef van hoogleraar Hein verLoren van Themaat, volgde het gymnasium-bèta te Nijmegen, waar hij in 1934 eindexamen deed. Hij vertrok naar Leiden, waar hij in 1939 afstudeerde tot meester in de rechten. Zijn promotie in het internationaal belastingrecht had moeten plaatsvinden bij B.M. Telders, die echter in 1945 in Bergen-Belsen overleed; uiteindelijk promoveerde verLoren van Themaat op 2 april 1946 cum laude bij E.M. Meijers op een proefschrift getiteld Internationaal Belastingrecht. Een studie naar aanleiding van literatuur en verdragen over de uitschakeling van dubbele belasting. In 1942 was hij reeds getrouwd met Marijke Losecaat Vermeer (1917-2009), dochter van raadsheer in de Hoge Raad Pieter Losecaat Vermeer.

## Carrière
Tijdens zijn promotie-onderzoek trad verLoren van Themaat in dienst van het ministerie van Economische Zaken, waar hij opklom tot directeur ordeningsvraagstukken. Hij werkte daar aan onder andere de Wet op de bedrijfsorganisatie en de Wet economische mededinging, de voorloper van de huidige Mededingingswet.
In 1958 werd hij op aanbeveling van Sicco Mansholt benoemd tot directeur-generaal bij het Directoraat-generaal Concurrentie ("DG IV"), waar hij samen met Eurocommissaris Hans von der Groeben aan de wieg stond van het Europese mededingingsrecht in de vorm van onder andere "Verordening nr. 17". Verder had hij ook de harmonisatie van de wetgevingen, steunverlening en belasting in zijn portefeuille.
Na negen jaar bij de Commissie te hebben gewerkt werd verLoren van Themaat in 1967 benoemd tot hoogleraar sociaal-economisch recht aan de Universiteit Utrecht; hij zou dat ambt blijven uitoefenen totdat hij in 1981 de pensioengerechtigde leeftijd bereikte. In zijn tijd in Utrecht richtte hij samen met de daar net tot hoogleraar recht der internationale organisaties benoemde Jos Kapteyn het Europa Instituut op; de twee schreven samen ook de klassieker Inleiding tot het recht van de Europese Gemeenschappen (eerste druk 1970). Bij zijn afscheid werd hem een liber amicorum aangeboden getiteld In Orde. Na zijn vertrek uit Utrecht ging hij in 1981 opnieuw voor de Europese Gemeenschappen werken, ditmaal als advocaat-generaal bij het Hof van Justitie op een positie die was gecreëerd naar aanleiding van het toetreden van Griekenland tot de Gemeenschap. In 1986 ging verLoren van Themaat definitief met pensioen.
VerLoren van Themaat overleed op 4 juli 2004 te Utrecht op 88-jarige leeftijd. Hij was sinds 1974 lid van de Koninklijke Nederlandse Academie van Wetenschappen.